# Julie Meynen
Julie Meynen (Luxemburgo, 15 de agosto de 1997) é uma nadadora luxemburguesa.

## Carreira

### Rio 2016
Meynen competiu nos 50 m livre feminino nos Jogos Olímpicos de Verão de 2016, sendo eliminada nas eliminatórias.